# 倫敦運輸博物館
倫敦運輸博物館（英語：London Transport Museum）位於英國首都倫敦的柯芬園，在1980年成立，是一所以倫敦公共運輸發展為主題的博物館。倫敦運輸博物館英文名稱曾於2000年更為「London's Transport Museum」，但不久又於2007年恢復原名。在2005年9月至2007年秋天，博物館曾經暫停開放，以便開展大規模的翻新工程。有關工程已在2007年完成，博物館亦已在2007年11月22日重開。
除了博物館主館外，倫敦運輸博物館還在阿克頓設有分館，名叫阿克頓車庫（Acton Depot）。

## 歷史

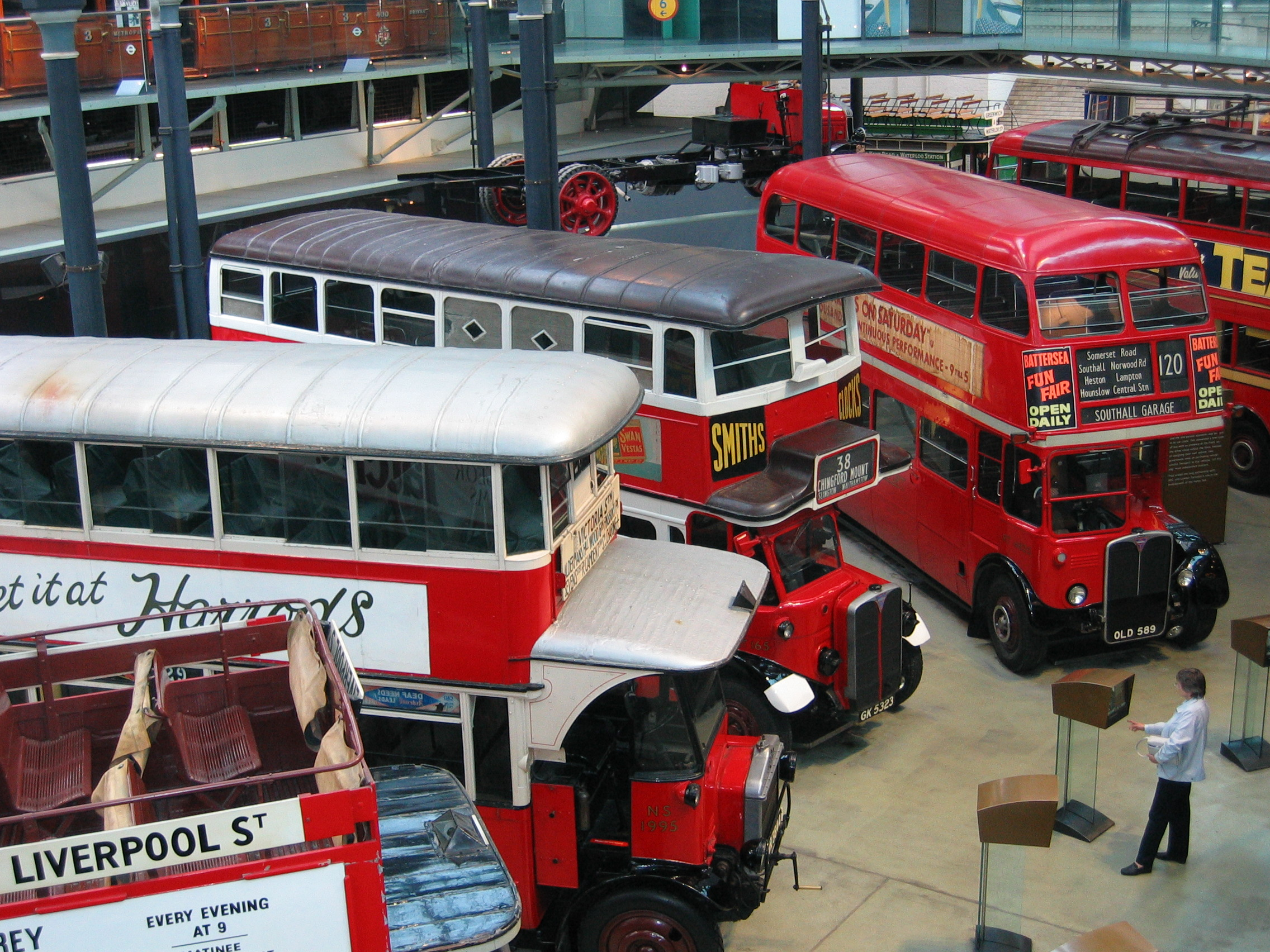
倫敦運輸博物館翻新前的室內環境。

博物館的館藏最早可上溯至1920年代，當時的倫敦公共巴士公司（London General Omnibus Company）決定保留兩輛馬車巴士和一輛早期的機械巴士，為博物館的成立鋪路。到1960年代，倫敦運輸局當局曾於倫敦南部的克拉珀姆（Clapham），將一處廢置的巴士車庫改建成為「英國運輸博物館」（The Museum of British Transport），後來在1973年，博物館又遷往倫敦西部的西昂公園（Syon Park），並更名為「倫敦運輸局館藏」（The London Transport Collection）。
在1980年，博物館正式遷至現址柯芬園，並更名為「倫敦的運輸博物館」，開幕當日更獲安妮公主親臨主禮。倫敦運輸博物館曾於1993年進行復修，至2000年的時候，為了突顯博物館以倫敦交通為主體，因此把英文名稱更名為「London's Transport Museum」。但在2007年館方又決定復用舊名。
在2005年9月4日，倫敦運輸博物館閉館，以進行一項大規模的翻新工程。整項工程動用上186萬英鎊，並由英國文化遺產彩票基金所贊助，博物館後於2007年11月22日重開。

## 建築
博物館所佔用的主館，前身是一座花卉市場大樓，建於1872年，屬維多利亞時代典雅的工業建築。花卉市場大樓當時是柯芬園花卉市場的一部分，是倫敦市內售賣花卉、蔬菜和水果的主要市場之一。在1974年，花卉市場遷往沃克斯霍爾（Vauxhall），大樓於是被空置。在1978年至1979年，大樓進行了大規模的翻新，至1980年竣工，並成為了倫敦運輸博物館的主館。

## 館藏

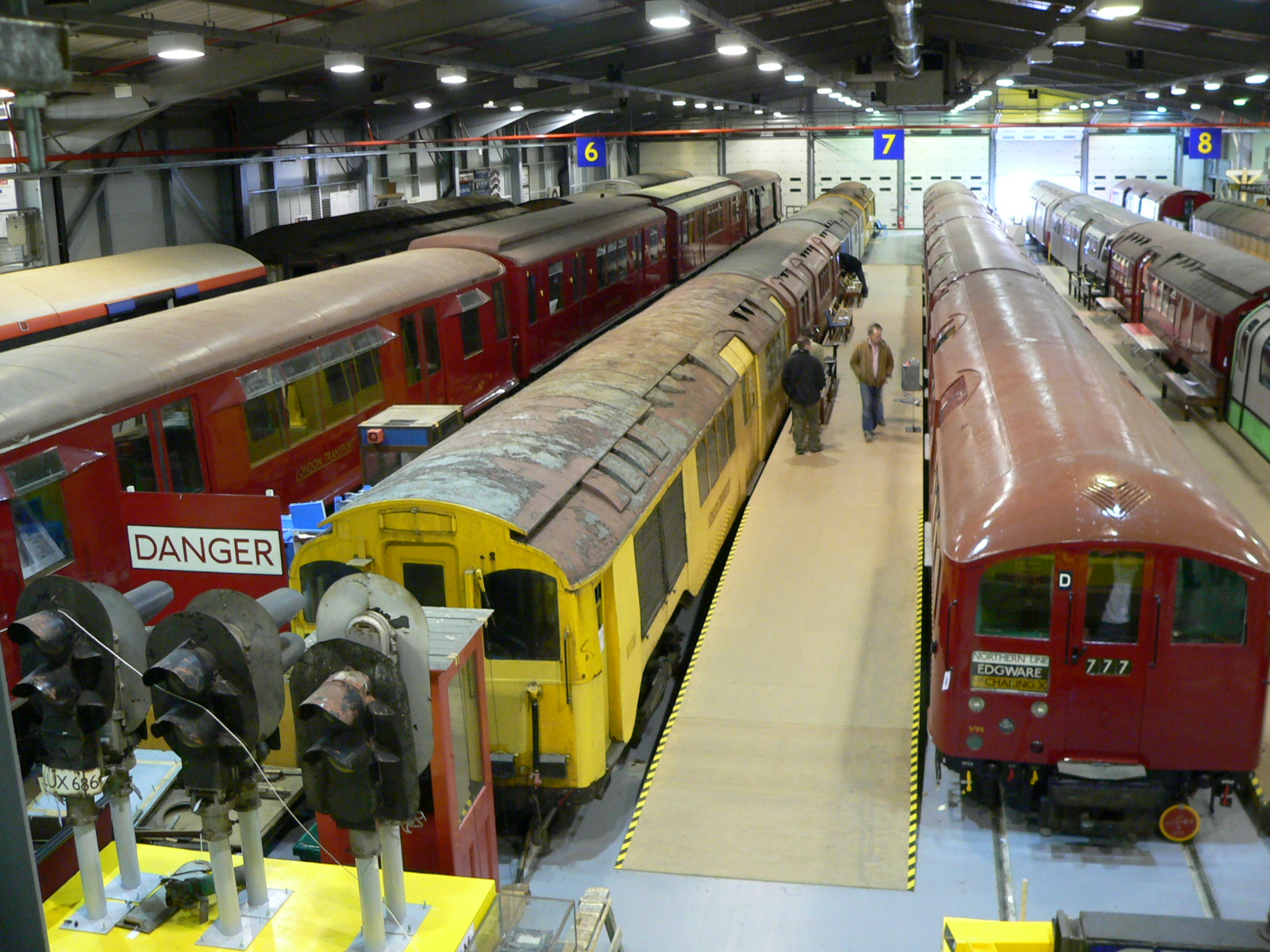
艾克頓車庫一隅。

倫敦運輸博物館收藏了大量不同時期的倫敦公共交通工具。當中包括了各式各樣的巴士、計程車、無軌電車、有軌電車，以至是火車車廂，而其他展品還包括了不同的海報、參考書本和職員制服等等。此外，博物館以往又設有精品店出售相關的精品、模型和書本。
由於博物館大樓本身場地有限，所以未能展出所有展品。其絕大部份的館藏均安放於倫敦市中心以西的阿克頓車庫分館。分館佔地達6000平方呎，館藏多達370,000件。很多大型的展品都是在那裡展出的。

## 一般資料

### 開放訊息
- 柯芬園主館
  - 開放時間

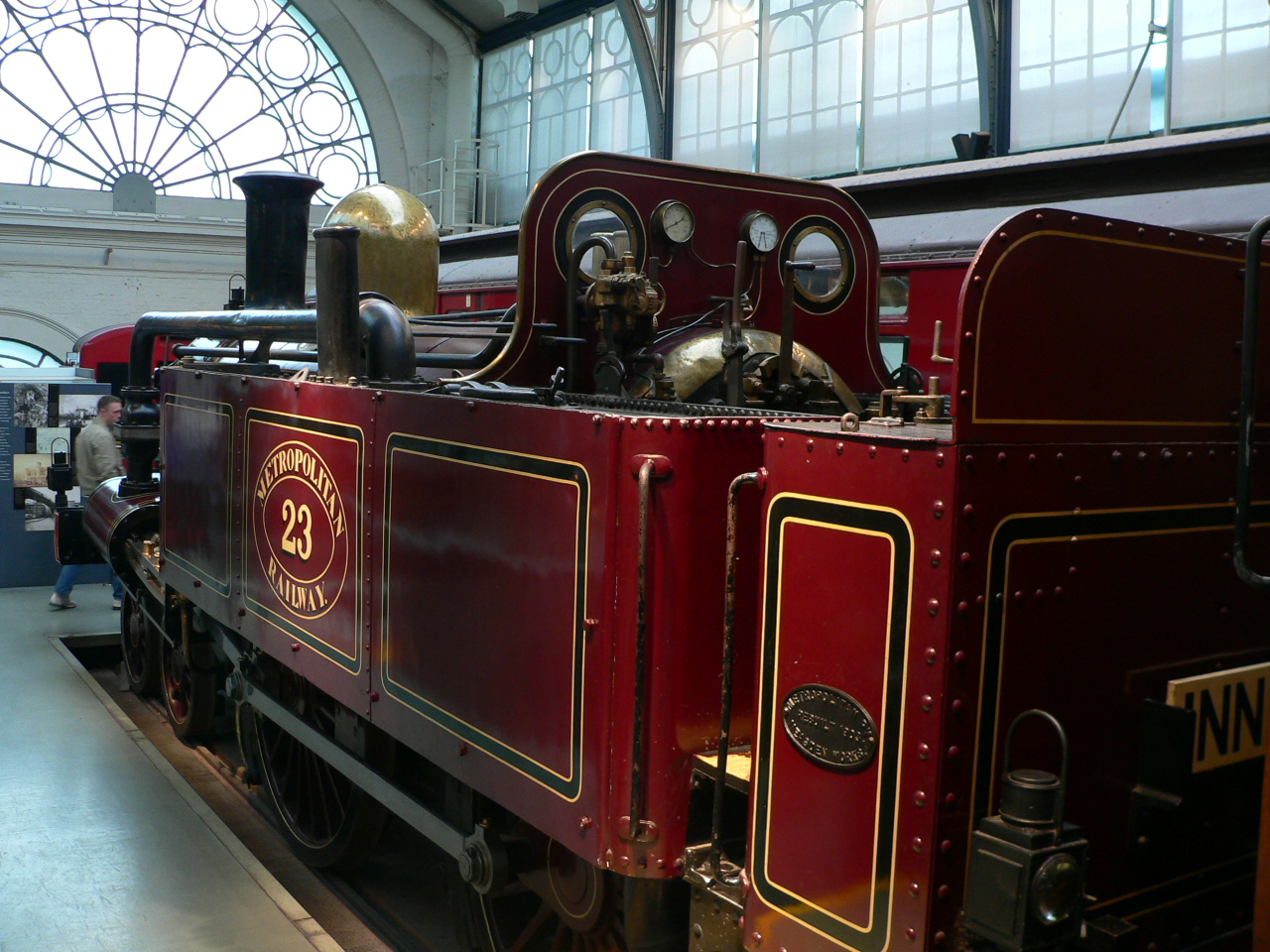
館內安放了大都會鐵路的23號蒸氣機車，這是現存歷史最悠久的地下鐵路機車。

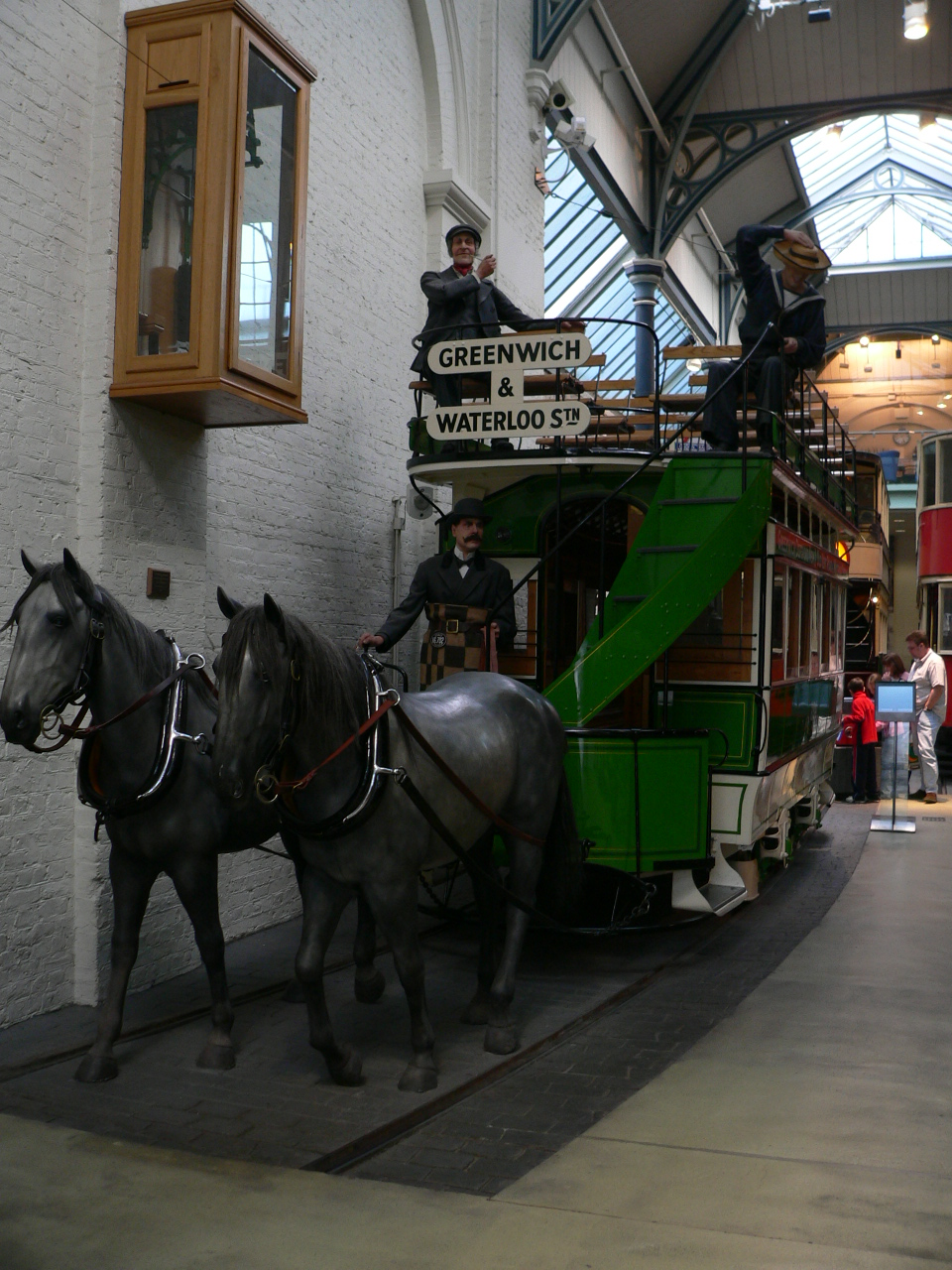
倫敦電車公司的馬車電車284號，建於1882年。

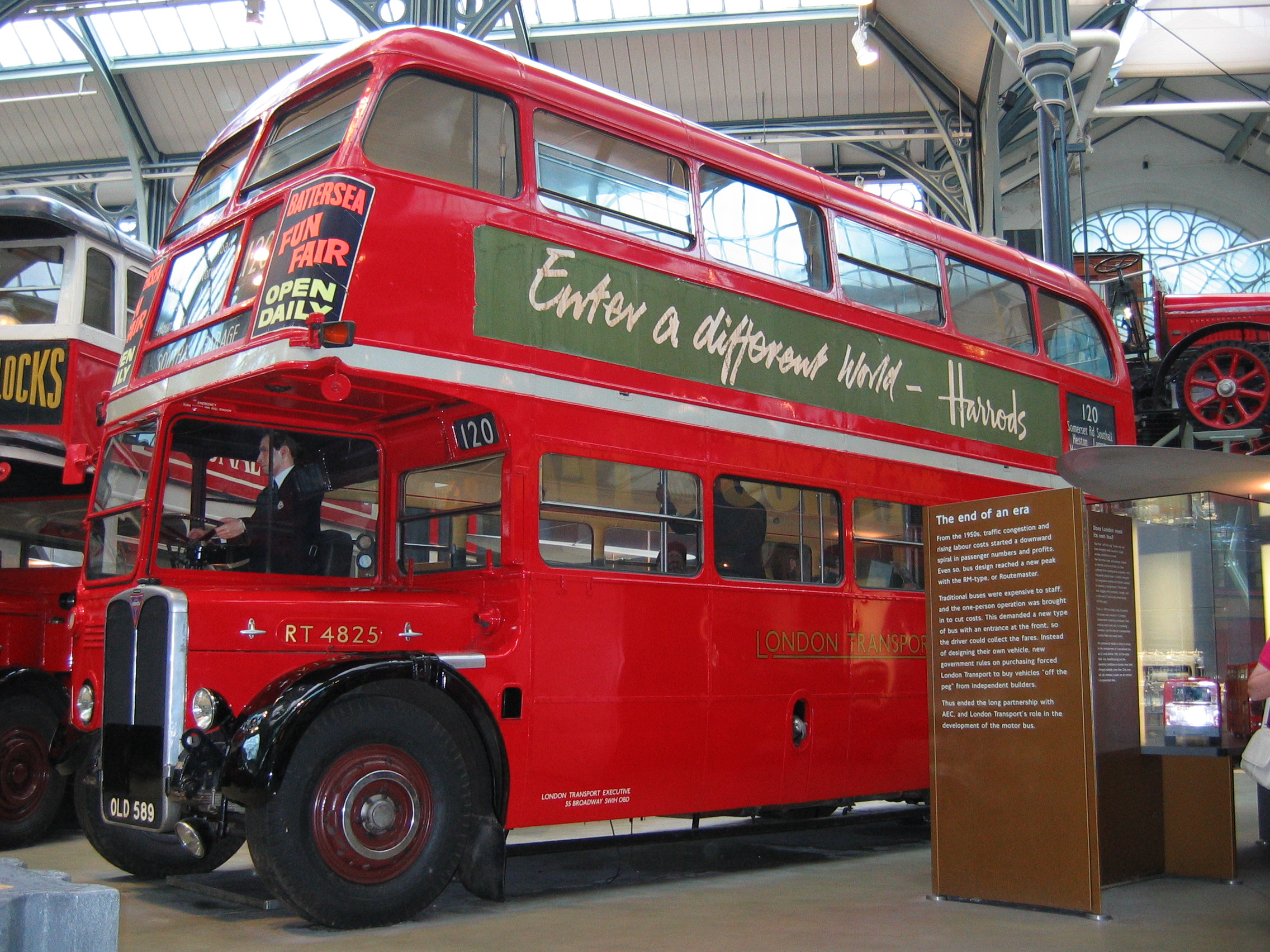
早在第二次世界大戰爆發前已開展生產的AEC Regent III RT。

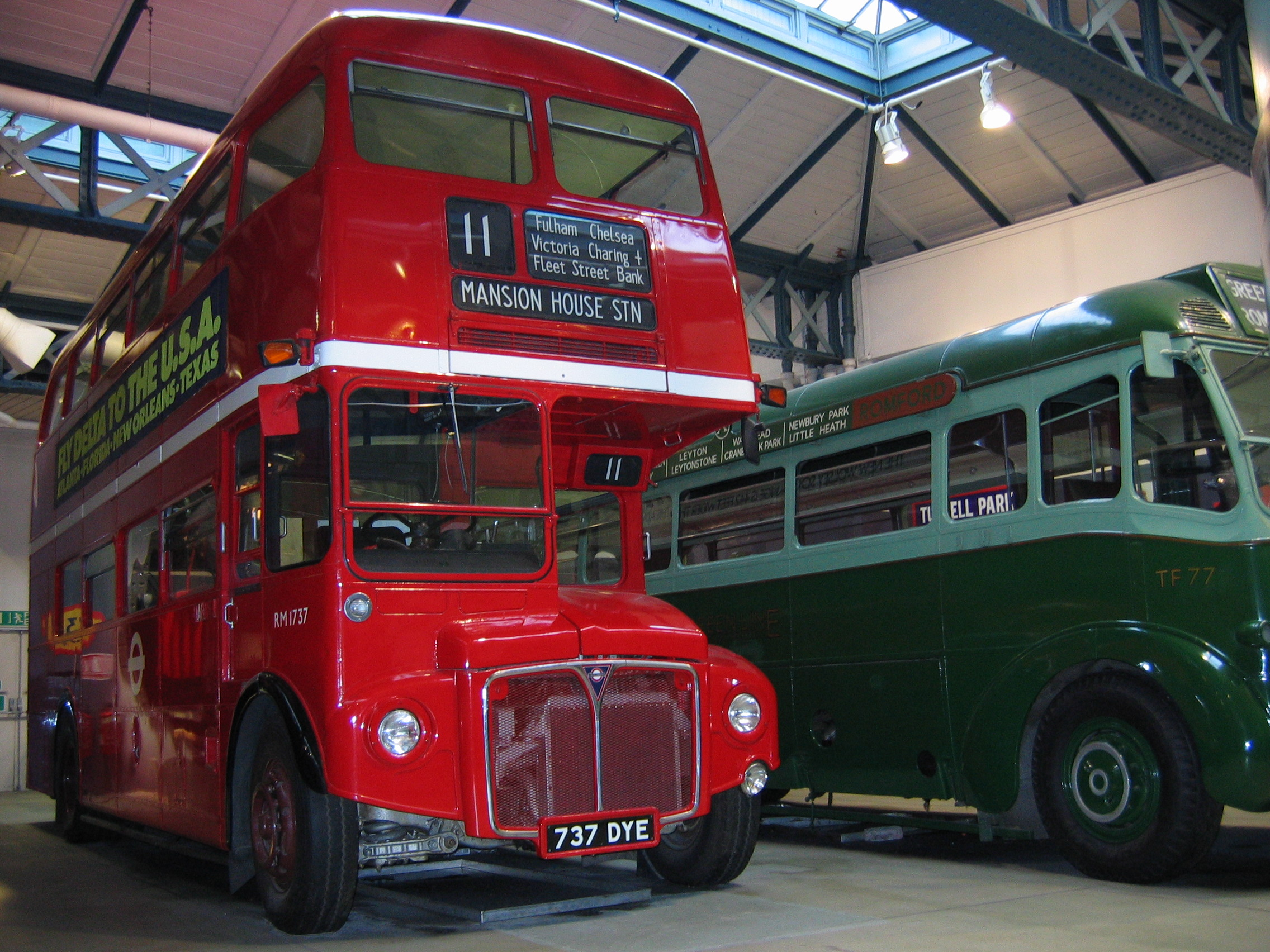
AEC Routemaster一向被認為英國的重要象徵。

    - 星期六至星期四每日上午十時至下午六時，最後入場時間為下午五時十五分。
    - 逢星期五上午十一時至下午九時，最後入場時間為下午八時十五分。
    - 每年十二月二十四、二十五及二十六日休館，公眾長假期開放時間有特別安排。

  - 收費
    - 成人票價每位8.50英鎊，長者票價每位6.50英鎊，學生票價每位5.00英鎊。
    - 自由通持有人及16歲以下人士免費入場。
- 艾克頓車庫分館
  - 開放時間
    - 只接受團體預約參觀。另外在個別周末開發予公眾參觀。

  - 收費
    - 成人票價每位8.50英鎊，特惠票價每位7.25英鎊。
    - 團體預約達35人或以上者，成人票價每位8.00英鎊，特惠票價每位6.75英鎊。
- 其他
  - 博物館按時舉辦不同的導覽服務，帶領參加者參觀倫敦市內具特色的交通景點。
  - 收費
    - 只限團體預約，成人票價每位10.00英鎊，特惠票價每位8.50英鎊。

### 地址
- 倫敦運輸博物館

39 Wellington Street
Covent Garden 
London 
WC2E 7BB
- 艾克頓車庫

Museum Depot
118-120 Gunnersbury Lane
London W3 8BQ

## 外部連結
- 倫敦運輸博物館官方網站 （页面存档备份，存于）

1. ↑  . www.alva.org.uk.   [27 October 2020]. （原始内容存档于2021-11-06）.